# Боков, Элберт Абдул-Мажитович
Боков, Элбе́рт Абдул-Мажитович (род. 4 октября 1996 года, Малгобек, Республика Ингушетия, Россия) — российский спортсмен, боксер, самбист, в настоящее время выступающий по смешанным боевым искусствам. Мастер спорта России по боевому самбо (2018) и боксу (2019). Победитель Кубка России и призёр чемпионата России по панкратиону. Представитель исторического этнотерриториального общества орстхойцев.

## Биография
По наставлению отца в детстве начал посещать спортивную школу ДЮСШ в Малгобеке под руководством тренера Тимура Булгучева.
С 2008 года принимал участие в различных соревнованиях по боксу, занимая призовые места, в том числе стал двухкратным чемпионом республики Ингушетия по боксу (2012 и 2013 годах) и победил в первенстве ОГФСО «Юность России» по боксу (2013), выполнив норматив кандидата в мастера спорта по боксу.
В 2017—2018 годах проходил военную службу по призыву в 33-м отряде специального назначения «Пересвет» Войск национальной гвардии Российской Федерации (Росгвардия).
В 2017—2018 годах совместно с С. С. Хандожко и В. А. Сандульским входил в состав сборной Центрального округа Росгвардии по армейскому рукопашному бою.

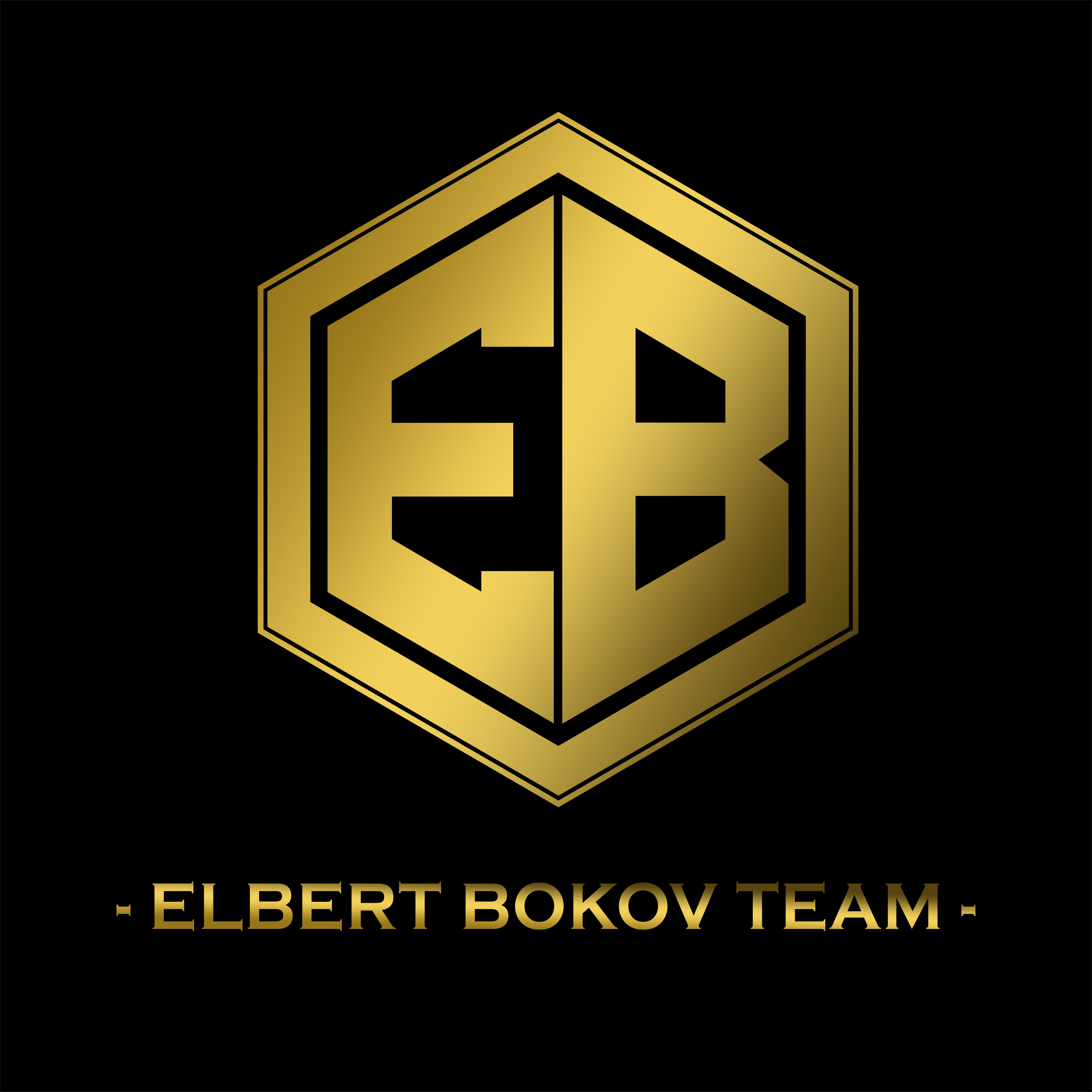
ELBERT BOKOV TEAM Наименование и логотип команды.

С 2022 года выступает в составе команды "ELBERT BOKOV TEAM".

## Профессиональная карьера
С 2022 года тренируется под руководством тренера Александра Елизарова.
Профессиональную карьеру начал в 2023 году, завершив бой в первом раунде удушающим приемом против дебютанта Хасана Салифзоды (Таджикистан) на турнире "Битва чемпионов 40" лиги Колизей.
Направил заявку на участие в лиге HARDCORE MMA, был замечен организаторами, по результатам отборочного поединка в результате досрочной победы в первом раунде над Георгием Шатиришвили заключил контракт с лигой.

## Участие в любительских соревнованиях
За любительскую карьеру провёл 137 боев.

### 2008 год
- Диплом 1-й степени 1-е место в первенстве ДЮСШ по боксу города Малгобек.
- Диплом 1-е место в первенстве Малгобекского района по боксу (Малгобек).

### 2009 год
- Диплом 2-й степени 2-е место в первенстве ДЮСШ по боксу города Малгобек.
- Диплом 1-й степени в первенстве Малгобекского района по боксу в зачёт 4-й летней спартакиады учащихся России (Малгобек).

### 2010 год
- Диплом 1-е место в первенстве Малгобекского района по боксу (Малгобек).

### 2011 год
- Диплом 1-е место в Первенстве города Малгобек по боксу (Малгобек).

### 2013 год
Грамота 1-е место в первенстве города Малгобек и Малгобекского района по боксу посвящённому 80-летию образования города воинской славы Малгобек.
- Диплом 1-е место в первенстве республики Ингушетия по боксу среди юниоров 1995—1996 г.р. (Назрань).
- Грамота 1-е место на Всероссийских соревнованиях по боксу «Кубок памяти Н. А. Никифорова-Денисова» Первенство Общественно-государственного физкультурно-спортивного объединения «Юность России» среди юниоров 1996—1997 г.р.

### 2014 год
- Диплом 1-е место в первенстве Ингушетии по боксу среди юниоров 1996—1997 г. р. (Назрань).

### 2015 год
- Диплом 3-е место в первенстве ЦС ФСО профсоюзов «Россия» по боксу среди молодёжи 19—22 лет (Ульяновск).
- Диплом 2-е место на Чемпионате Ингушетии по боксу среди мужчин 1975—1996 г.р. (Назрань).

### 2016 год
- Диплом 1-е место в турнире по боксу «Фитнес-бокс» Боксёрского клуба «Химки» среди мужчин (Химки).
- Диплом 1-е место на открытом ринге M-profi в дисциплине ММА (Москва).
- Диплом 1-е место в открытом турнире Федерации К-1 России] (Москва).

### 2017 год
- Грамота за 1-е место на Первенстве воинской части по рукопашному бою (33-ого отряда специального назначения «Пересвет» Росгвардии).
- Диплом 3-й степени за 3-е место на Чемпионате Центрального округа Войск национальной гвардии Российской Федерации (Москва).
- Грамота за 1-е место в первенстве соединения по рукопашному бою (Москва).

### 2018 год
- Диплом за 1-е место и звание «Лучшего бойца турнира» на Всероссийском турнире по спортивной борьбе в дисциплине панкратион (Назрань).
- Диплом за 1-е место и звание «Лучшего бойца турнира» на Всероссийском турнире по боевому самбо в разделе «поединки без курток» (Назрань).
- Диплом 3-е место на Всероссийском турнире по боевому самбо в разделе «Поединки без курток» (Назрань).

### 2019 год
- Диплом за 2-е место на Всероссийском турнире по комплексному единоборству, посвященному Дню судебного пристава (Назрань).
- Диплом за 3-е место на Всероссийском турнире по профессиональному боевому самбо памяти легендарного борца за справедливость Сулумбека Гандалоева (Назрань).
- Сертификат за 1-е место в Межрегиональном турнире «Кубок Назрани» (Назрань).
- Диплом 3-й степени за 3-е место в Чемпионате России по панкратиону в возрастной группе 1999+ (Нижний Новгород).
- Диплом 1-й степени на Кубке России по спортивной борьбе (Дисциплина панкратион) среди мужчин (Саратов).

### 2020 год
- Диплом за 1-е место на Чемпионате Ингушетии по смешанному боевому единоборству (ММА) в возрасте 18+ (Нальчик).
- Грамота за 1-е место на Открытом чемпионате и первенстве Моздокского района по смешанному Боевому единоборству (Моздок).
- Грамота за 3-е место на Всероссийском турнире по панкратиону на призы Героя России генерал-лейтенанта О. М. Дуканова (Нальчик).

### 2022 год
- Диплом 1-е место на чемпионате Северо-Кавказского Федерального округа по комплексному единоборству (Нальчик).

### 2023 год
- Диплом 2-е место на турнире по спортивной борьбе (Дисциплина панкратион) "Лига наций II этап" (Москва)
- Распоряжением Москомспорта от 14 апреля 2023 № 11Р "О присвоении спортивных разрядов по видам спорта" присвоен спортивный разряд "кандидат в мастера спорта по спортивной борьбе (дисциплина панкратион)".
- Победа на турнире "Чемпионский прорыв" Московской Федерации панкратиона[4] по итогам полугодия.

### 2024 год
- Диплом 1-е место на Международном турнире по Джиу-Джитсу "Sibirsky Bars Open 5"
- Диплом 3-е место на чемпионате г. Москвы по панкратиону (По итогам трех поединков прошел отбор на чемпионат России 2024 г.)